# Змиёв, Фёдор
Фёдор Змиёв — русский воевода, комендант Саратова в 1705 году. О нём практически ничего не известно.
В 1705 году, получив известие, что восставшие отправились из Астрахани вверх по Волге, стал подготавливать оборону. Однако гарнизон насчитывал 661 человека (к тому же, 300 из них воевали со Швецией, в городе было очень мало пороха и полностью отсутствовали пули) и мог не выдержать восставших. Но восставшие не смогли захватить Царицын и к Саратову не пошли. А к концу года в Саратов прибыло войско из других поволжских городов, а затем и армия генерал-фельдмаршала Бориса Шереметева, и восстание было подавлено.